# 迈克尔·斯科菲尔德
迈克尔·斯科菲尔德 是美国电视系列连续剧《越狱》的男主角，由溫特沃斯·米勒所扮演。这个角色最先以银行劫匪的方色出现在《越狱》第一季的第一集——《试播》，他劫银行的目的是要入獄救出因被陷害殺死副總統的兄弟而被判死刑的哥哥林肯（由多明尼克·柏塞爾饰演）。《越狱》是关于两兄弟的故事，弟弟计划好一切解救哥哥免受不白之冤。作为主角，《越狱》裡每一集都有迈克尔的身影，尽管林肯和迈克尔两个都是系列故事的主角，但迈克尔的出镜率还是比林肯高，尤见于第一季和第三季。
从后面几集的各个闪回镜头所述来看，迈克尔和他的哥哥的关系显得更加微妙，迈克尔有这么大的决心去帮助林肯越狱，證明他清白的原因也漸漸明晰。這個越獄計劃是經過非常周詳的部署，同時亦遭遇不少障礙並幾乎令計劃毀於一旦，而計劃成功的關鍵不少得獄友弗南多·蘇克雷和醫生薩拉·唐克里迪的協助，代價就是成為逃犯被追捕，後來更再度入獄亦再度越獄。在回闪镜头中，年幼的迈克尔由迪倫·明奈特饰演。

## 背景
在他父亲阿尔多·博柔斯抛弃家庭后，迈克尔继承的他妈妈的娘家姓，因为他妈妈告诉他爸爸是个酒鬼，但从后来的故事中可以发现，他并不是，而是因為公司的迫害，因而拋妻棄子，在暗地裡組織小隊蒐證，希望能找到有力證據扳倒公司。 同他妈妈的死因一样（后来才被发现还活着），迈克尔也得了脑瘤。发现这一点后，林肯悉心照顾年幼的迈克尔，好不让他走上犯罪的道路。他们后来在收养家庭间进进出出。他们经常在一起，但有些时候由于环境因素也不得不分处两地。迈克尔十一岁时，林肯受到侵犯他人的指控，迈克尔便被安置到一个相当有虐待倾向的继父家里。每当不知道哥哥去向的迈克尔清晨起床时，床边都有一只纸鹤——意味着他哥哥一直在关照着他 ，並四處借錢，供麥克讀書。
迈克尔在伊利诺伊州的摩登东部高中学校选修了手工艺，在那里他学习了怎么折纸，也学会了严谨和耐心， 以至于发展到不管什么材料都可以拿来折纸的程度。他是个天才型的学生，也拥有不菲的成果。之后便成为了芝加哥城Middleton, Maxwell & Schaum公司的一名杰出的结构工程师 。第十六集《哥哥的守护》 揭示了迈克尔和林肯三年前的关系，以及为什么迈克尔极力想用这么极端的手段来拯救哥哥。

## 表现

### 第一季
在这个系列的最开始就展示了迈克尔的過人頭腦及空間概念——进入福克斯河州立监狱。纹身师正给他完成最后的纹身(他將福克斯河監獄的空間藍圖以及所有計畫都畫成紋身)。为了进入福克斯监狱，迈克尔抢了银行，并在审判的时候承认了他的罪行，并要求把他关到离他家最近的监狱（也就是他哥哥所在的福克斯监狱）。迈克尔从四月十一日开始服刑，这刚好是林肯行刑前一个月。 一到了那里，他就开始仔细觀察监狱的每一个细节，当然最重要的地方还是他自己的牢房。
如果细想迈克尔·斯科菲尔德抢银行前的表现，没有任何犯罪前科，受过大学教育又是高才生，头脑也很聪明，本该有个很好的未来，那么其他人会觉得他要进监狱这件事就很奇怪了。更令人百思不得其解的是，他有个奇怪的“习惯”——人们他经常看见他谨慎地和他哥哥林肯·伯罗斯交谈，无论是在劳动工团时间或是在教堂做礼拜的时候。
第一季紧跟迈克尔突破重重困难实践他的计划。在最开始的十三集中，迈克尔都有一个清晰明确的目标要达成，来帮助他筑建越狱行动的大厦，步步绘制出逃往路线。在这个过程中他招募了几个人帮助逃跑。他的牢房室友费南多·苏克雷帮助他挖地道。约翰·阿布鲁兹提供翻出高墙后用来远走高飞的飞机，帮他拿到PI。以及查理·西莫尔兰（迈克尔一直认为他是D.B. Cooper）提供经济援助。其餘T-Bag茶包哥、Heywire...等 皆不在麥可的計畫內
迈克尔谎称自己得了一型糖尿病(透過一種藥是血糖上升)，好让自己每天都可以去一趟医戶所，也就是他们逃往路线的终点。也让自己和狱医莎拉·唐克里蒂，州长的女儿，建立的情感关系。他还答应了典狱长请他帮忙在狱长办公室建泰姬陵的模型(典獄長要在結婚周年送給老婆的禮物)的请求，并且获得了典狱长的信任。他从患有精神病的Heywire那里重获了因为背不小心靠在炙热的蒸气管道上而丢失的一部分纹身蓝图
迈克尔与沙拉·唐克里蒂的关系从第十九集《钥匙》开始变得明显，尽管他知道她最初来当狱医的动机并不是帮助犯人或者与犯人建立情感关系，但她最终还是在迈克尔越狱的那天晚上故意没锁医务室的门。他最终越狱成功。

### 第二季
在此系列的第二季中，这个故事继续关注迈克尔，他的哥哥和其他逃犯，他们试图甩掉当局的追踪。成功越狱后，迈克尔和林肯经常在前7集里一起出镜。为完成各自目标兄弟俩在短暂的分开后迈克尔和林肯再次一起逃亡。当他们在林肯的儿子LJ审判前电梯拯救计划失败后，他们决定前往犹他州寻找Westmoreland隐藏的钱。在那里，他们遇到了其他四个逃犯： Sucre， C-Note， T-Bag和 Tweener。
本季的第七集《Buried》标志着第一次林肯和迈克尔分开，当LJ从监狱释放，林肯决定照顾他的儿子去。T-Bag耍诡计偷走钱使迈克尔空手而回。迈克尔计划与郊狼在'Bolshoi Booze'的位置碰头。迈克尔请求Sara一同前往巴拿马，Sara婉拒了。在沙漠中郊狼告诉迈克尔前往墨西哥轻型飞机的位置。迈克尔，林肯，苏克雷和他的父亲Aldo Burrows再次相聚。
当父亲Aldo Burrows死于亚历山大马洪（Mahone）枪下，迈克尔和林肯决定对抗company及其阴谋，苏克雷则登上了前往墨西哥的飞机。兄弟俩在被Mahone短暂的抓获后被前叛变特工Paul Kellerman营救。Kellerman带兄弟俩找到了被林肯‘杀死’的副总统弟弟Terrence Steadman。然而Steadman的自杀逼迫Michael，Lincoln和Kellerman不得不找到Sara用她父亲的钥匙打开雪茄俱乐部的锁揭开Company 的阴谋。Sara加入后，他们一同前往Chicago，Sara父亲藏秘密的地方，一路上Sara向Michael表达了爱意，在同一集里Michael也表达了同样的感觉。
在前Fox River典狱长Henry Pope的帮助下Michael和Sara成功的取得了Frank Tancredi私人柜子里的U盘，并且甩掉了万恶的Kellerman。因为U盘里录音的时间无法确认，他们很快发现录音不能作为法庭证据洗脱Lincoln罪名。他们决定敲诈Reynolds总统。失败后，兄弟俩被迫乘船逃亡巴拿马，Sara在港口被捕。
在发现T-bag也在Panama城中，Michael成功的抓住了他。然而Michael带着Westmoreland
的钱回到船上是发现Lincoln不见了，他接到了Mahone的电话，要求用船和钱交换Lincoln的命。Michael智取Mahone并救走Lincoln。在他的新船上与Sara相聚，她告诉他们Lincoln因为Kellerman的证明得以昭雪。
短暂的幸福时光后，Agent Kim找到他们威胁杀死Lincoln和把Michael送进Sona监狱，Sara不得已枪杀了Kim。在被当地警察重重包围后，Michael与Sara相互表白，Michael担下杀人的罪名投降。Michael被幽禁于Sona Federal Penitentiary。在此Michael是Fox River八名逃犯中第5个抓捕归案的，并且是第二个被捕逃犯中still alive的。

### 第五季(2017)
時間過了七年，T-Bag 從Fox River監獄被釋放，出獄前收到一封有着米高 照片的信。T-bag隨即拿着信去找林肯，並發現信中隱含着一個字Ogygia，也就是麥可目前的所在地-也門薩納監獄。而林肯也把這個消息告訴莎拉，莎拉這幾年與丈夫雅各共同扶養與麥可生的孩子-麥克，莎拉不願意接受麥可可能還活着的事實。然而林肯決定前往也門，並找改信仰伊斯蘭教的C-Note尋求協助，法南原本也想幫忙，林肯最後決定與C-Note前往。然而，事先與薩納監獄聯絡的結果，卻是回覆沒有麥可這個人。到了也門，林肯以他的護照換來麥可的情報，他化名為Kaniel Outis(一個當地惡名昭彰的ISIL恐怖分子成員之一)想救出正在薩納監獄服刑的ISIL首領，雖然林肯如願見到麥可，但因為某種原因，一直到逃出監獄，並且殺了ISIL首領後才得以相認。也因此，遭全ISIL懸賞通緝。它們也齊心想辦法如何逃出這個國家。並想辦法從幕後主使者_雅各 手中搶回莎拉及小麥可。

## 死亡
在"Killing Your Number"插话中提到所有一系列事件4年后，Michael的朋友和家人们在中南美的某处沙滩上相聚怀恋死去的Michael。在2小时的大结局“最后一越”里澄清了他的死因；并且提到Micheal计划牺牲自己去营救Sara出狱。
在尝试最后一越之前，Michael给了Mahone一张DVD表明拯救Sara和他的孩子将让他此生无悔，还有血检显示他的脑瘤又复发了。
Michael的死亡日期是2005年11月4日，也就是说，是他计划越狱并实施行动后8个月（他实施最初的银行劫案是在2005年3月9日）。
然而，在第五季第一集中，他的墓碑顯示死亡年份為2010年，未知原因。

## 外部連結
- Michael Scofield's biography （页面存档备份，存于） at Fox.com